# Thomas Coryat
Thomas Coryat (Thomas Coryate, ur. 1577 w Crewkerne, Somerset, zm. w grudniu 1617 w Suracie) — brytyjski podróżnik i autor. 
W 1608 odbył pięciomiesięczną podróż edukacyjną po zachodniej Europie, zwiedzając tereny dzisiejszej Francji, Włoch, Niemiec, Holandii i Szwajcarii, którą opisał później w Coryat's Crudities: Hastily gobled up in Five Moneth's Travels (1611). W swej relacji opisał nieznany dotąd Anglikom zaobserwowany we Włoszech zwyczaj używania widelca w czasie jedzenia. Opisał także parasol oraz historię Wilhelma Tella. Wyprawę w większej części odbył pieszo, a po powrocie swoje obuwie powiesił w kościele w Odcombe, gdzie pastorem był jego ojciec. 
W kolejnej podróży rozpoczętej w 1612 roku dotarł do Indii przez Konstantynopol, Palestynę, Mezopotamię i Persję. Po czterech latach dotarł do Agry. Zmarł na dyzenterię w Suracie w 1617 roku.